# Holt kéz
A holt kéz (oroszul: Система Периметр), vagy „koporsóból kinyúló kéz” állítólag egy szovjet (orosz) hidegháborús nukleáris fegyverzet irányítási rendszer. Lényege, hogy a szovjet (orosz) katonai irányítás teljes megsemmisülése esetén automatikusan indítson be egy totális válaszcsapást.

## A rendszer célja
A rendszer célja annak biztosítása, hogy a politikai és katonai vezetés váratlan, teljes megsemmisülése esetén a válaszcsapást elrendelő parancsot még akkor is biztosan kiadják, ha már senki sincs életben, akinek joga volna kiadni ezt a parancsot. Ezáltal biztosítható, hogy a katonai vezetés megsemmisítése nem teszi elkerülhetővé a válaszcsapást. Az 1980-as évek előtt az első csapás lehetősége még inkább a stratégiai bombázókon és az interkontinentális ballisztikus rakétákon alapult. Ezek esetleges bevetése mintegy 30 percet adott volna a megtámadott félnek, hogy a helyzetet értékelje, és kiadja a parancsot a válaszcsapásra. Ezután azonban a tengeralattjárókról indítható hadászati ballisztikus rakéták már igen pontos célzásra lettek képesek, ezért a szovjet katonai tervezőket egy automatizált válaszcsapás lehetősége kezdte foglalkoztatni. Más szakértők szerint a rendszer célja inkább az (lehetett), hogy csökkentse a támadó rakéták észlelése és becsapódása közti igen rövid időszakban esetlegesen kialakuló emberi tévedések és hibás döntések kockázatát

## Működése
A rendszer működése egyes szakértők szerint automatikus, mások szerint szemi-automatikus, tehát nem teljesen független az emberi döntésektől. Feltételezések szerint a szovjet (majd az orosz?) tengeralattjárókra telepített hadászati nukleáris rakéták válaszcsapásként való indítása nem egy parancs érkezésén, hanem ellenkezőleg, egy folyamatosan fogható jel megszűnésén múlik.
Ha a szenzorok nukleáris csapást érzékelnének Moszkva területén, és a felső katonai vezetéssel való kommunikáció is megszakadna, akkor a rendszer alacsony frekvenciájú jeleket küldene a speciális parancsadó rakétáknak. E rakéták az indítás után nagy magasságban, nagy távolságra röpülve sugároznák a támadási parancsot, mely így a szárazföldeken és a nyílt óceánokon egyaránt fogható. E rendszerrel hozzák kapcsolatba a Moszkva melletti Povarovo-ban található (é. sz. 56° 04′ 58″, k. h. 37° 05′ 22″56.082778°N 37.089444°E UVB-76 rádióállomást, mely 1982 óta működik, és 1990 óta folyamatos  zümmögő hangot ad.

## Jelen helyzete
Nem világos, hogy Oroszország is működésben tartja-e a Szovjetuniótól megörökölt rendszert. Egyes szakértők szerint a rendszer ma is működik, és műszaki fejlesztéseket is végeznek rajta. Mások szerint a rendszer soha nem is működött teljesen automatikus üzemmódban

## Lásd még
- UVB-76